# Heterogenität (Informatik)
In der Informationsintegration ist Heterogenität ein zentrales Problem: Ziel der Informationsintegration ist die Ermöglichung des Zugriffs auf heterogene Datenquellen. Aus verschiedenen Gründen können Daten heterogen sein:
- Technische Heterogenität: Die Zugriffsschnittstelle unterscheidet sich (bspw. XPath vs. MySQL).
- Syntaktische Heterogenität: Derselbe Sachverhalt wird unterschiedlich dargestellt (bspw. "10.1.2012" vs. "2012/10/1").
- Datenmodellheterogenität: Das Datenmodell, in dem das Schema der Daten gespeichert ist, unterscheidet sich (bspw. XML vs. SQL).
- Strukturelle Heterogenität: Die Struktur, in dem das Datenmodell gespeichert ist, unterscheidet sich (bspw. wird in einem Schema der Geburtsort mit PLZ bei der Person erfasst, in einem anderen Schema durch eine separate Tabelle mit 1:1-Beziehung zur Person).
- Semantische Heterogenität: Die "Bedeutung, Interpretation und Art der Nutzung" des Datenmodells unterscheidet sich.